# Peder Severin Krøyer
Peder Severin Krøyer (Stavanger, 1851. július 23. – Skagen, 1909. november 21.) dán festő, a skageni festők csoportjának egyik vezéregyénisége.
Anyja Ellen Cecilie Gjesdal volt, de annak betegsége miatt őt nagynénje és annak férje, Henrik Nikolai Krøyer zoológus nevelte fel Koppenhágában.

## Élete és munkássága
Festői tehetsége korán megmutatkozott, kilencéves korától magántanár foglalkozott vele. Már 19 évesen elvégezte a Királyi Dán Művészeti Akadémiát, ahol tanára Frederik Vermehren volt. 1873-ban aranymedállal és ösztöndíjjal jutalmazták munkáit.

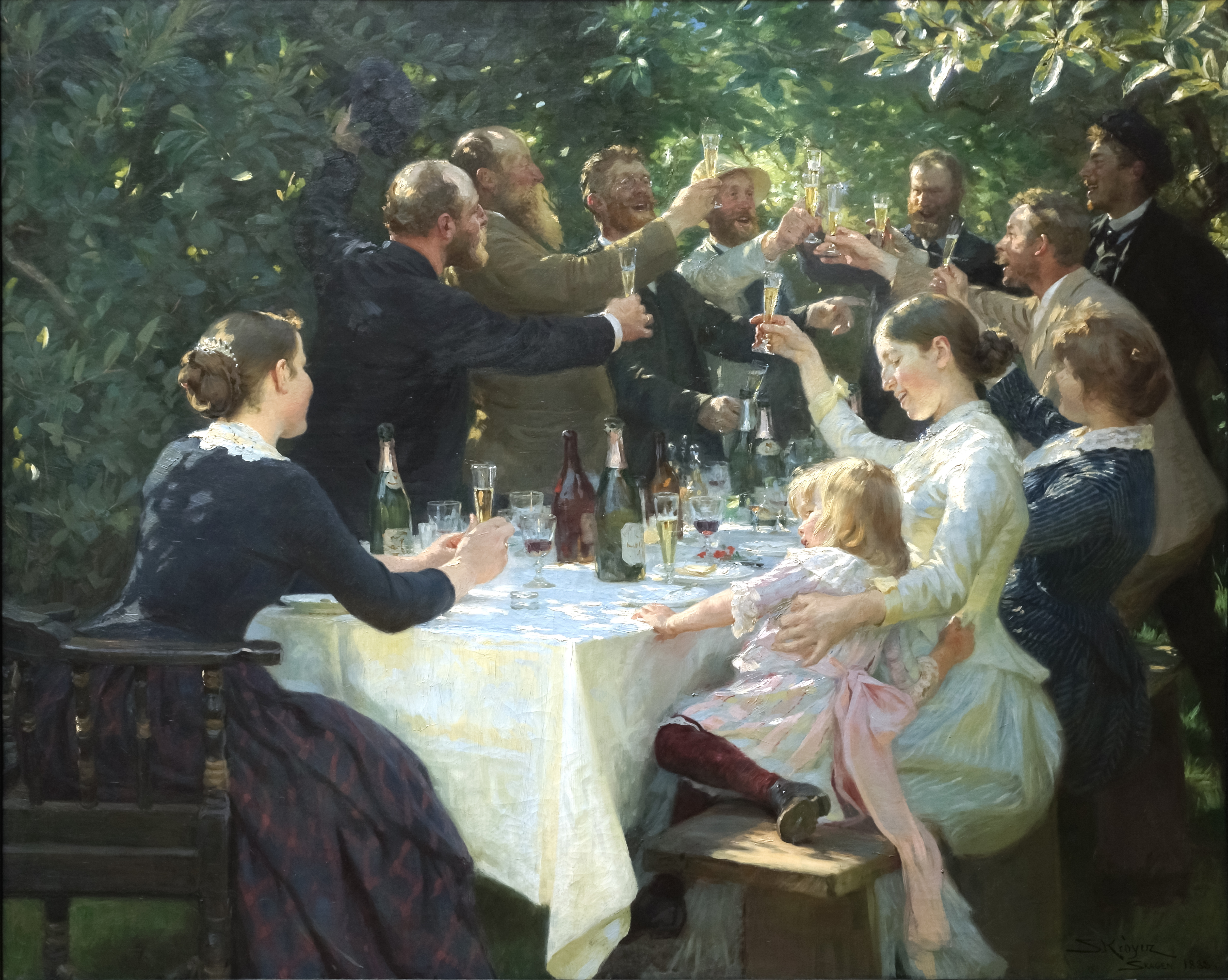
Hip, Hip, Hurrah! című ismert festménye a skageni festők köréről, 1888

1871-ben mutatkozott be a Charlottenborg palota tavaszi kiállításán barátja, Frans Schwartz festő portréjával. Ettől kezdve élete végéig rendszeresen kiállított itt. Heinrich Hirschsprung, a neves műgyűjtő 1874-ben vásárolta az első képet tőle, és ettől kezdve rendszeresen támogatta őt.
Krøyer 1877 és 1881 között széles körben utazgatott Európában, festői tanulmányokat folytatott, művészekkel találkozott. Párizsban Léon Bonnat irányításával tanult, és kétségtelenül az impresszionisták  – Claude Monet, Alfred Sisley, Edgar Degas, Pierre-Auguste Renoir és Édouard Manet – hatása alá került.
1882 tért vissza Dániába, és a nyarat, júniustól egészen októberig, Skagenben töltötte, ebben a távoli halászfaluban, ahol ekkoriban már kialakult a skageni festők és írók kis köre, köztük  Michael Ancher és Anna Ancher festők, Holger Drachmann író-festő, Georg Brandes és Henrik Pontoppidan írók. Krøyer ezután a nyarakat Skagenben töltötte bérelt házban, és plein air képeket festett, télen koppenhágai házában élt és portrékat készített megrendelésre, de folytatta külföldi utazásait is.

### Házassága
1888-ban Párizsban véletlenül találkozott Marie Triepckével, akit már ismert Koppenhágából, ahol a német származású hölgyet a város egyik legszebb nőjének tartották. Egymásba szerettek, és 1889 nyarán össze is házasodtak. Marie is festett, és hamarosan a skageni festőközösség aktív tagja lett. Gyakran szerepelt férje festményein is. 1895-ben egy kislányuk született. Krøyer azonban sokat betegeskedett, látása megromlott, és mai kifejezéssel valószínűleg bipoláris zavarban szenvedett, ami miatt többször kezelték kórházban. Felesége közben beleszeretett Hugo Alfvén svéd zeneszerzőbe és festőbe, akitől idővel gyermeke is született. A Krøyer házaspár 1905-ben vált el, hosszú különélés után.
Krøyer 1909-ben halt meg Skagenben, 58 éves korában, sok évi betegeskedést követően.

### Krøyer néhány festménye a Skagens Museumban

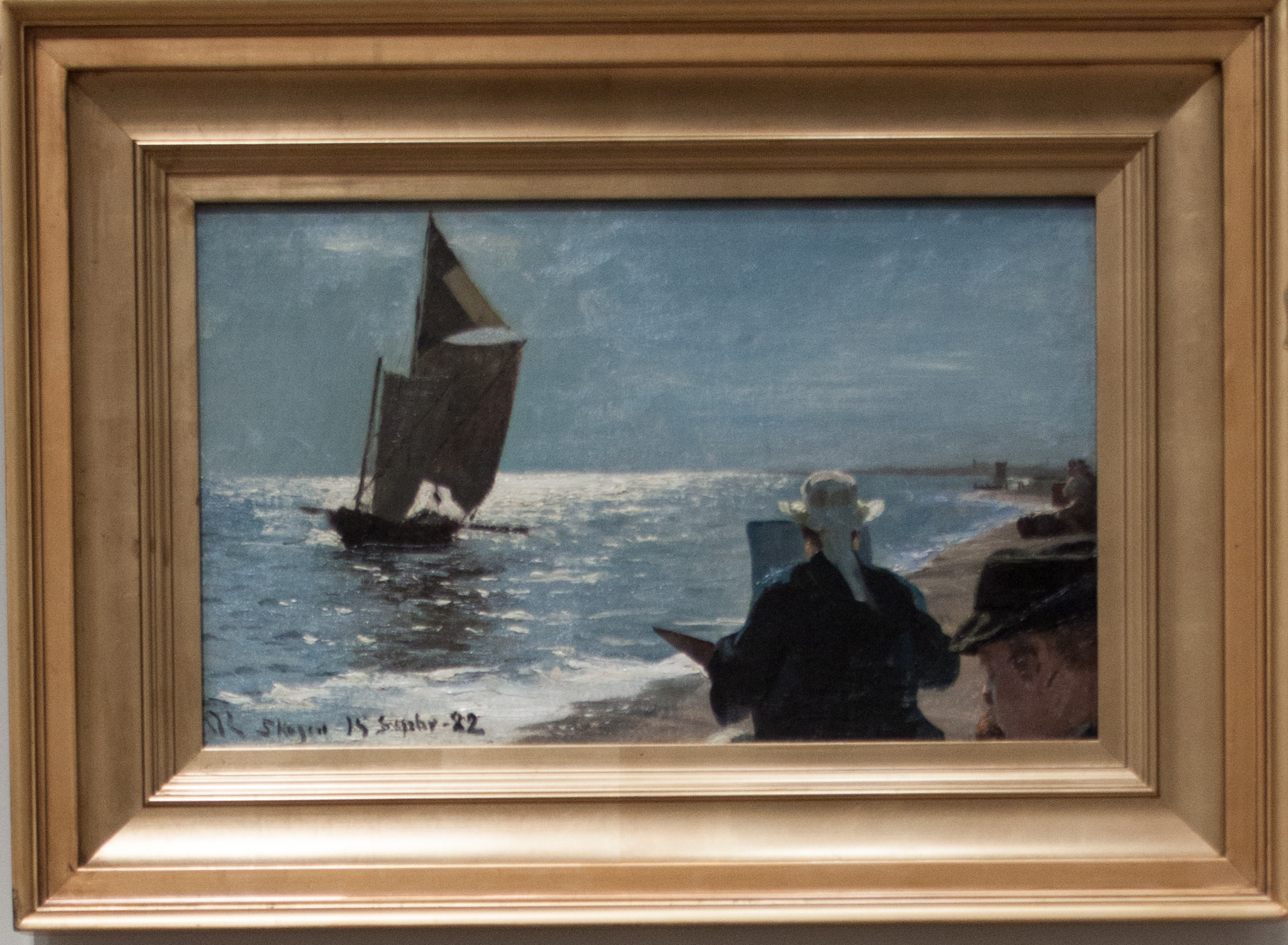
Művészek a skageni tengerparton (1882)
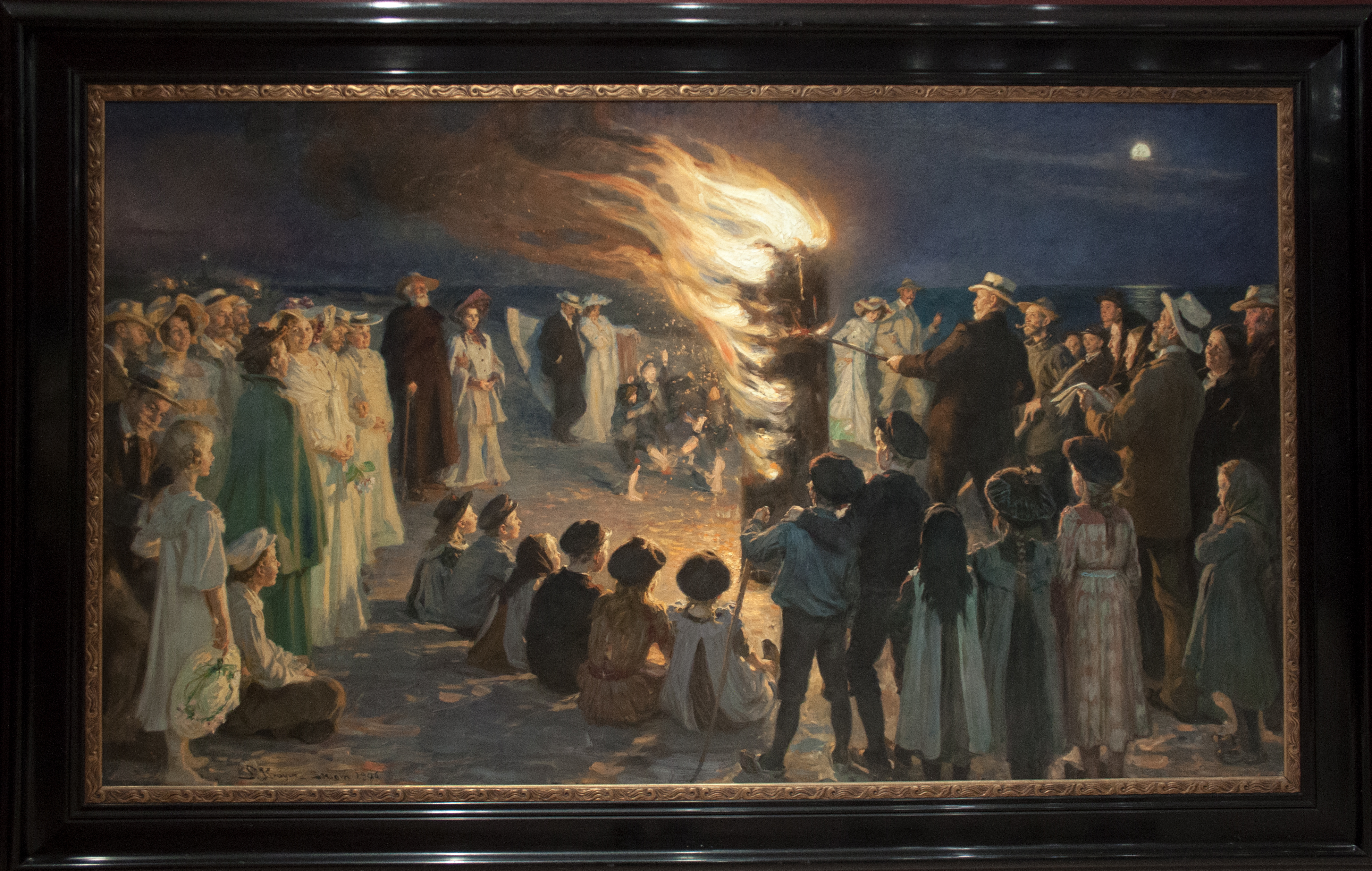
Szentivánéji tábortűz a skageni tengerparton (1906)
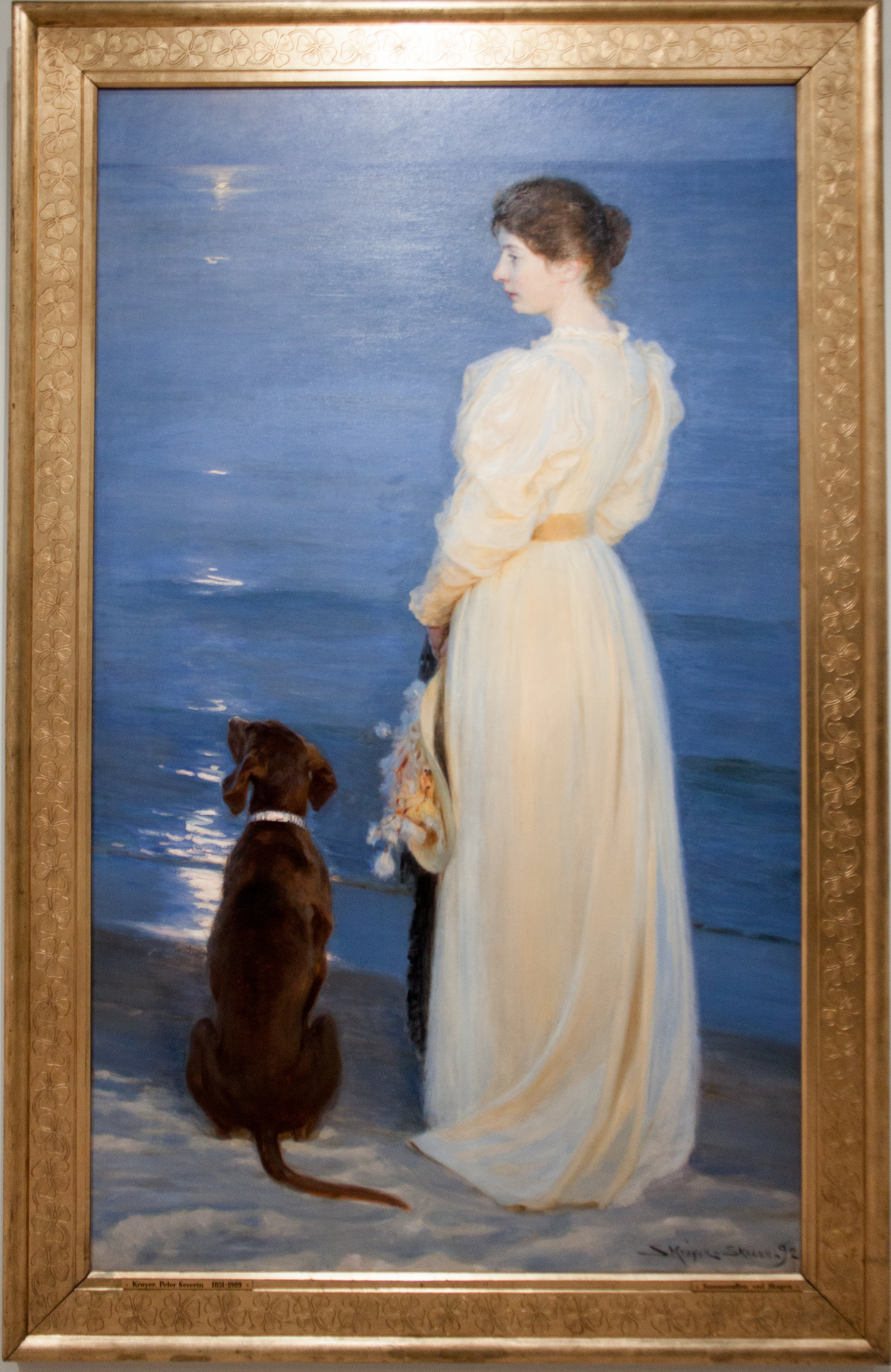
Nyári este Skagenban (1892)
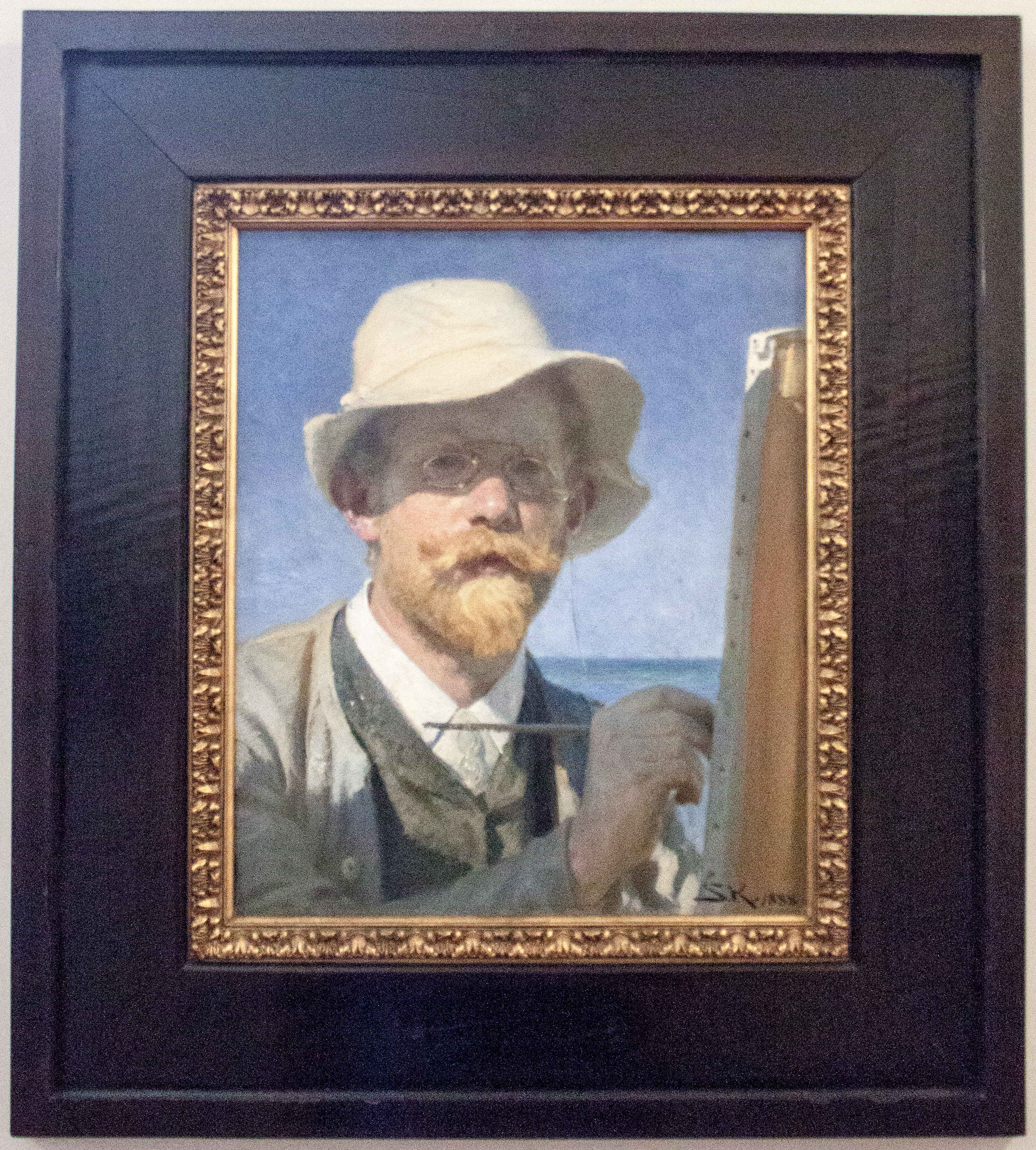
Krøyer önarcképe az Uffizi önarckép-gyűjteményében, a Vasari-folyosón

## Fordítás
- Ez a szócikk részben vagy egészben a P.S. Krøyer című dán Wikipédia-szócikk ezen változatának fordításán alapul.  Az eredeti cikk szerkesztőit annak laptörténete sorolja fel. Ez a jelzés csupán a megfogalmazás eredetét és a szerzői jogokat jelzi, nem szolgál a cikkben szereplő információk forrásmegjelöléseként.
- Ez a szócikk részben vagy egészben a Peder Severin Krøyer című angol Wikipédia-szócikk ezen változatának fordításán alapul.  Az eredeti cikk szerkesztőit annak laptörténete sorolja fel. Ez a jelzés csupán a megfogalmazás eredetét és a szerzői jogokat jelzi, nem szolgál a cikkben szereplő információk forrásmegjelöléseként.